# Ellipsodimorphina
Ellipsodimorphina es un género de foraminífero bentónico de la subfamilia Ellipsoidininae, de la familia Ellipsoidinidae, de la superfamilia Pleurostomelloidea, del suborden Buliminina y del orden Buliminida. Su especie-tipo es Ellipsodimorphina subcompacta. Su rango cronoestratigráfico abarca el Ypresiense (Eoceno inferior).

## Discusión
Clasificaciones previas incluían Ellipsodimorphina en la subfamilia Pleurostomellinae de la familia Pleurostomellidae, y en el suborden Rotaliina del orden Rotaliida. Clasificaciones más modernas consideran Ellipsodimorphina un sinónimo posterior de Nodosarella.

## Clasificación
Ellipsodimorphina incluye a las siguientes especies:
- Ellipsodimorphina bengalensis †
- Ellipsodimorphina complanala †
- Ellipsodimorphina cretacea †
- Ellipsodimorphina cylindrica †
- Ellipsodimorphina divergens †
- Ellipsodimorphina elongata †
- Ellipsodimorphina frequens †
- Ellipsodimorphina hrubieszowiensis †
- Ellipsodimorphina macrocephala †
- Ellipsodimorphina pozaryskae †
- Ellipsodimorphina rara †
- Ellipsodimorphina reussi †
- Ellipsodimorphina subcompacta †
- Ellipsodimorphina subtuberosa †
- Ellipsodimorphina variabilis †